# Tadeusz Gembicki
Tadeusz Gembicki (ur. 22 lipca 1928 w Wołominie, zm. 29 września 1991 w Poznaniu) – generał brygady Wojska Polskiego, szef sztabu - zastępca dowódcy Wojsk Obrony Powietrznej Kraju (1972-1975 oraz 1977-1985)

## Życiorys
Syn Kazimierza (1891–1947), udziałowca huty szklanej „Praca” w Wołominie (pozbawionego własności po II wojnie światowej) i Ewy z domu Janoch (1899–1970). 1934–1941 uczył się w szkole powszechnej w Wołominie, a do 1943 w Miejskim Gimnazjum Kupieckim w Warszawie, następnie pracował w wołomińskiej hucie szkła. W młodości był mistrzem Warszawy w zapasach. W 1948 ukończył liceum administracyjne w Warszawie, zdając w nim maturę. Od 1949 w Szkolnej Kompanii Oficerów Rezerwy Piechoty nr 4 w Szczecinie, we wrześniu 1950 przeniesiony do rezerwy, został urzędnikiem w Biurze Projektów Przemysłu Szklarskiego w Wołominie, które w 1951 zostało przemianowane na Biuro Projektów Przemysłu Lekkiego Oddział w Wołominie. Od czerwca 1951 ponownie w służbie czynnej, został przydzielony do 33 batalionu obsługi lotniska na stanowisko dowódcy plutonu wartowniczego. Od listopada 1951 do lutego 1952 odbył Kurs Administracyjno-Sztabowy w Oficerskiej Szkole Lotniczej w Dęblinie. Od jesieni 1952 pełnił służbę w sztabie 9 Dywizji Lotnictwa Myśliwskiego w Malborku jako pomocnik szefa wydziału operacyjno-wywiadowczego do spraw operacyjnych, a od października 1952 pełniący obowiązku starszego pomocnika do spraw operacyjnych szefa tego wydziału. Od stycznia do października 1953 ukończył Kurs Doskonalenia Oficerów przy Akademii Sztabu Generalnego WP w Rembertowie, po czym został szefem sztabu 25 pułku lotnictwa myśliwskiego OPL w Pruszczu Gdańskim. Od stycznia 1955 w Dowództwie Wojsk Lotniczych i Obrony Przeciwlotniczej Obszaru Kraju, gdzie był kolejno starszym pomocnikiem szefa wydziału operacyjnego Oddziału Operacyjnego Lotnictwa (1955–1959), starszym pomocnikiem szefa wydziału operacyjnego Oddziału Operacyjnego (1959–1960) i szefem wydziału koordynacji i organizacji ogólnej (1960–1961). W latach 1961–1966 studiował w Wojskowej Dowódczej Akademii Obrony Powietrznej w Kalininie w ZSRR. Po ukończeniu studiów objął stanowisko szefa wydziału planowania operacyjnego i organizacji współdziałania Oddziału Operacyjnego w Dowództwie Wojsk OPK, a od listopada 1968 szefa Oddziału Operacyjnego w tym dowództwie.
Od jesieni 1969 szef sztabu i zastępca dowódcy 3. Korpusu Obrony Powietrznej Kraju we Wrocławiu. We wrześniu 1972 został p.o. szefa sztabu, a we wrześniu 1974 szefem sztabu i zastępcą dowódcy Wojsk OPK. 1 października 1974 mianowany generałem brygady; nominację wręczył mu w Belwederze przewodniczący Rady Państwa PRL prof. Henryk Jabłoński w obecności I sekretarza Komitetu Centralnego PZPR Edwarda Gierka. W styczniu 1975 przeniesiony na dowódcę 3. Korpusu OPK we Wrocławiu, a w maju 1977 ponownie na zastępcę dowódcy – szefa sztabu Wojsk OPK.
Od maja 1985 główny specjalista Kierownictwa Sztabu Generalnego WP w Warszawie. W latach 1984–1989 był także nieetatowym pracownikiem naukowo-badawczym Instytutu Badań Strategiczno-Obronnych Akademii Sztabu Generalnego WP w Warszawie. W kwietniu 1989 mianowany attaché wojskowym, morskim i lotniczym przy Ambasadzie PRL w Hawanie z jednoczesną akredytacją w Nikaragui. Misję zakończył w lipcu 1991 w związku z zawieszeniem funkcjonowania ataszatu w Hawanie. Na podstawie rozkazu personalnego MON z 13 sierpnia 1991 formalnie przeniesiony w stan spoczynku, wkrótce potem zmarł w Poznaniu i został skreślony z ewidencji oficerów WP. Został pochowany 4 października 1991 na Cmentarzu Wojskowym na Powązkach w Warszawie (kwatera BII-7-2). W pogrzebie wziął udział m.in. dowódca Wojsk Lotniczych i Obrony Powietrznej gen. dyw. pil. Jerzy Gotowała oraz byli dowódcy Wojsk Obrony Powietrznej Kraju gen. broni Longin Łozowicki i gen. broni pil. Roman Paszkowski.

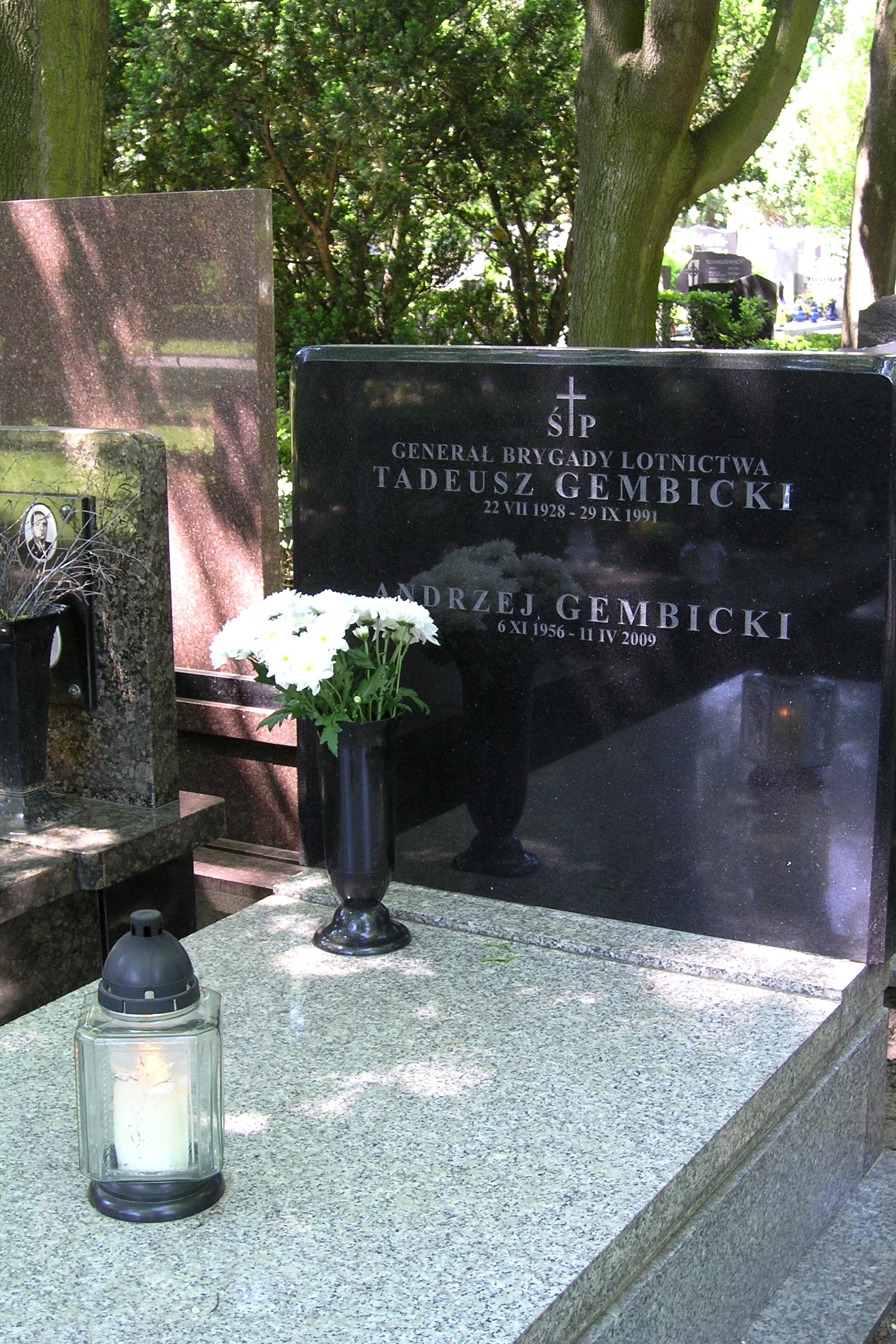
Grób gen. Tadeusza Gembickiego na Cmentarzu Wojskowym na Powązkach

W okresie gdy dowodził 3 Korpusem OPK, korpus otrzymywał najwyższe oceny w tym rodzaju sił zbrojnych. Jako szef sztabu Wojsk OPK był współautorem wszystkich ćwiczeń na szczeblu Wojsk OPK oraz ćwiczeń na szczeblu MON i Układu Warszawskiego. Koordynował sprawy współdziałania systemów OPK Polski i krajów sąsiednich (członków Układu Warszawskiego), a także systemów kontroli ruchu lotniczego. Był koordynatorem prac związanych z opracowaniem programów szkolenia dla wojsk wyposażanych wówczas w nowe systemy uzbrojenia, między innymi samoloty myśliwskie MiG-21-bis i MiG-23 oraz zestawy rakietowe S-200 Wega.

## Awanse
W trakcie wieloletniej służby w ludowym Wojsku Polskim otrzymywał awanse na kolejne stopnie wojskowe:
- chorąży – 1950
- podporucznik – 1952
- porucznik – 1953
- kapitan – 1954
- major – 1959
- podpułkownik – 1966
- pułkownik – 1970
- generał brygady – 1974

## Odznaczenia
- Krzyż Komandorski Orderu Odrodzenia Polski (1981)
- Krzyż Oficerski Orderu Odrodzenia Polski (1973)
- Złoty Krzyż Zasługi (1968)
- Medal 30-lecia Polski Ludowej
- Medal 40-lecia Polski Ludowej
- Złoty Medal „Siły Zbrojne w Służbie Ojczyzny”
- Srebrny Medal Siły Zbrojne w Służbie Ojczyzny
- Brązowy Medal Siły Zbrojne w Służbie Ojczyzny
- Złoty Medal „Za zasługi dla obronności kraju”
- Srebrny Medal „Za zasługi dla obronności kraju”
- Brązowy Medal „Za zasługi dla obronności kraju”
- Brązowa Odznaka „Za zasługi w ochronie porządku publicznego” (1974)[3]
- Medal „Za Zasługi dla Wojsk Obrony Powietrznej Kraju”
- Złota odznaka honorowa „Za Zasługi dla Warszawy” (1978)[4]
- Odznaka „Zasłużony dla miasta Wrocławia”
- Medal „Za Zasługi dla 1 Dywizji Artylerii OPK im. Powstańców Śląskich”
- inne odznaczenia

## Życie prywatne
Od 1953 był żonaty z Jadwigą z domu Morawską (1934-2024). Małżeństwo miało córkę i syna.